# Даєрсвілл (Айова)
Даєрсвілл (англ. Dyersville) — місто (англ. city) в США, в округах Дюб'юк і Делавер штату Айова. Населення — 4477 осіб (2020).

## Географія
Даєрсвілл розташований за координатами 42°28′48″ пн. ш. 91°7′32″ зх. д. / 42.48000° пн. ш. 91.12556° зх. д. (42.479866, -91.125621).  За даними Бюро перепису населення США в 2010 році місто мало площу 14,59 км², з яких 14,58 км² — суходіл та 0,02 км² — водойми. В 2017 році площа становила 17,61 км², з яких 17,49 км² — суходіл та 0,12 км² — водойми.

## Демографія
Згідно з переписом 2010 року, у місті мешкало 4058 осіб у 1700 домогосподарствах у складі 1102 родин. Густота населення становила 278 осіб/км².  Було 1808 помешкань (124/км²).
Расовий склад населення:
| - 97,6 % — білих - 0,9 % — чорних або афроамериканців - 0,2 % — азіатів |

До двох чи більше рас належало 0,8 %. Частка іспаномовних становила 1,3 % від усіх жителів.
За віковим діапазоном населення розподілялося таким чином: 24,6 % — особи молодші 18 років, 55,8 % — особи у віці 18—64 років, 19,6 % — особи у віці 65 років та старші. Медіана віку мешканця становила 40,6 року. На 100 осіб жіночої статі у місті припадало 94,1 чоловіків;  на 100 жінок у віці від 18 років та старших — 92,5 чоловіків також старших 18 років.
Середній дохід на одне домашнє господарство  становив 58 472 долари США (медіана — 49 392), а середній дохід на одну сім'ю — 72 075 доларів (медіана — 69 004). Медіана доходів становила 47 069 доларів для чоловіків та 32 236 доларів для жінок. За межею бідності перебувало 9,7 % осіб, у тому числі 13,3 % дітей у віці до 18 років та 8,5 % осіб у віці 65 років та старших.
Цивільне працевлаштоване населення становило 2259 осіб. Основні галузі зайнятості: виробництво — 23,9 %, освіта, охорона здоров'я та соціальна допомога — 21,3 %, роздрібна торгівля — 10,7 %, будівництво — 8,6 %.